# Rezerwat przyrody Zamczysko (województwo śląskie)
Rezerwat przyrody Zamczysko – rezerwat kulturowo-przyrodniczy w województwie śląskim, w powiecie kłobuckim, w gminie Wręczyca Wielka, w okolicach wsi Grodzisko i Wręczyca Mała w dolinie Czarnej Okszy. Oddalony jest o ok. 150 m na północny zachód od drogi wojewódzkiej nr 492. Rezerwat znajduje się pod zarządem Nadleśnictwa Kłobuck. Obejmuje 1,35 ha, utworzony został 27 kwietnia 1953 roku.
Obszar rezerwatu podlega ochronie ścisłej.

## Charakterystyka
Jest to leśny rezerwat przyrody, utworzony w celu ochrony dęba szypułkowego, rosnącego na wałach obronnych wczesnośredniowiecznego grodziska i utworzonego później w tym miejscu obozu wojsk szwedzkich z czasu potopu szwedzkiego. Starym dębom w wieku 190–210 lat towarzyszą: modrzew europejski, buk zwyczajny, grab, rzadziej lipa drobnolistna, klon zwyczajny, jodła pospolita, leszczyna, głóg dwuszyjkowy, trzmielina pospolita i dziki bez czarny. Runo jest charakterystyczne dla lasu mieszanego. Do najcenniejszych roślin należą objęte ścisłą ochroną gatunkową: rojownik pospolity, lilia złotogłów i śniedek baldaszkowaty. Cztery gatunki chronione są częściowo: złoć żółta, zawilec gajowy, kopytnik pospolity i konwalia majowa.

## Galeria

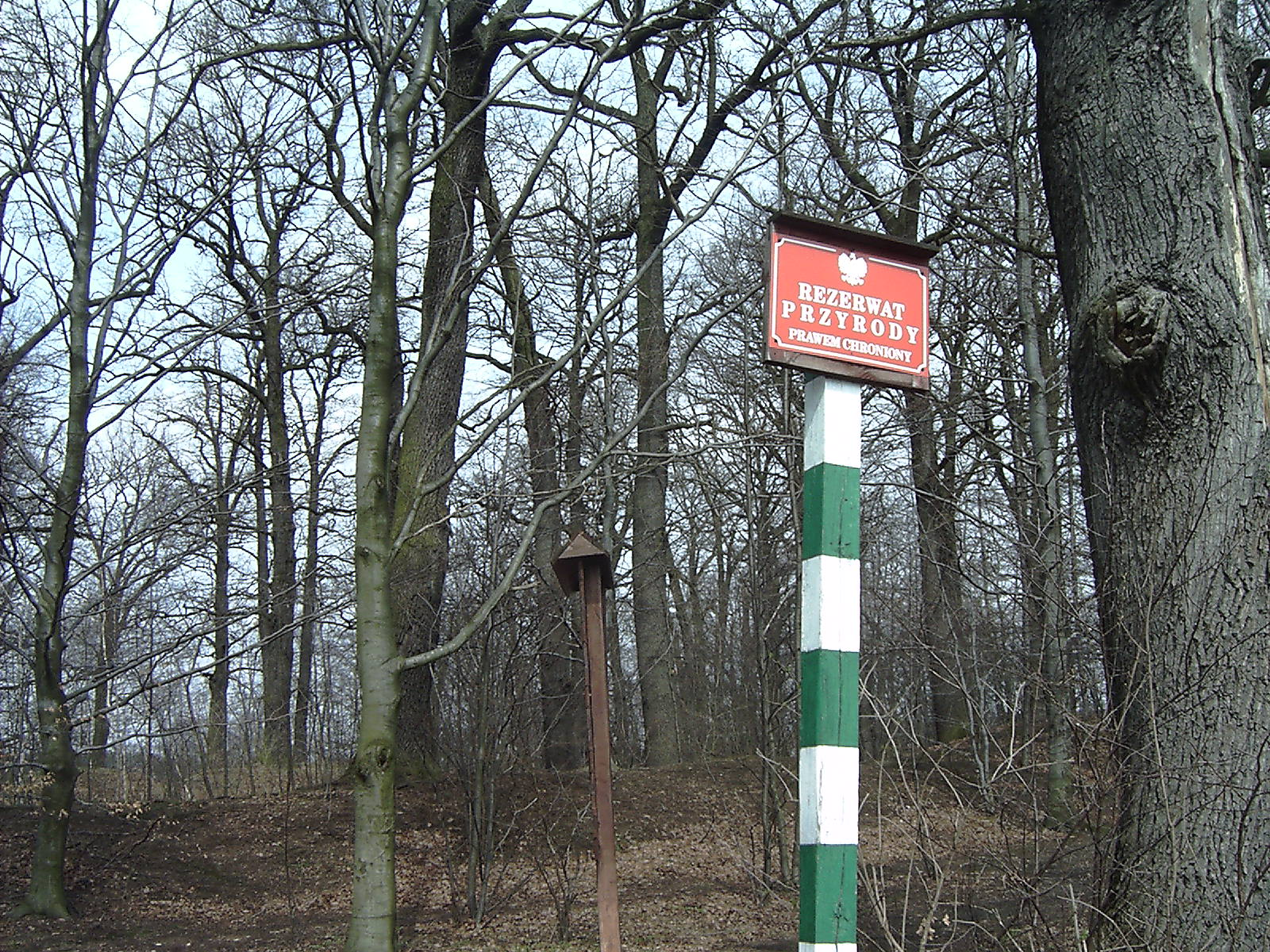
Tabliczka przy wejściu do rezerwatu
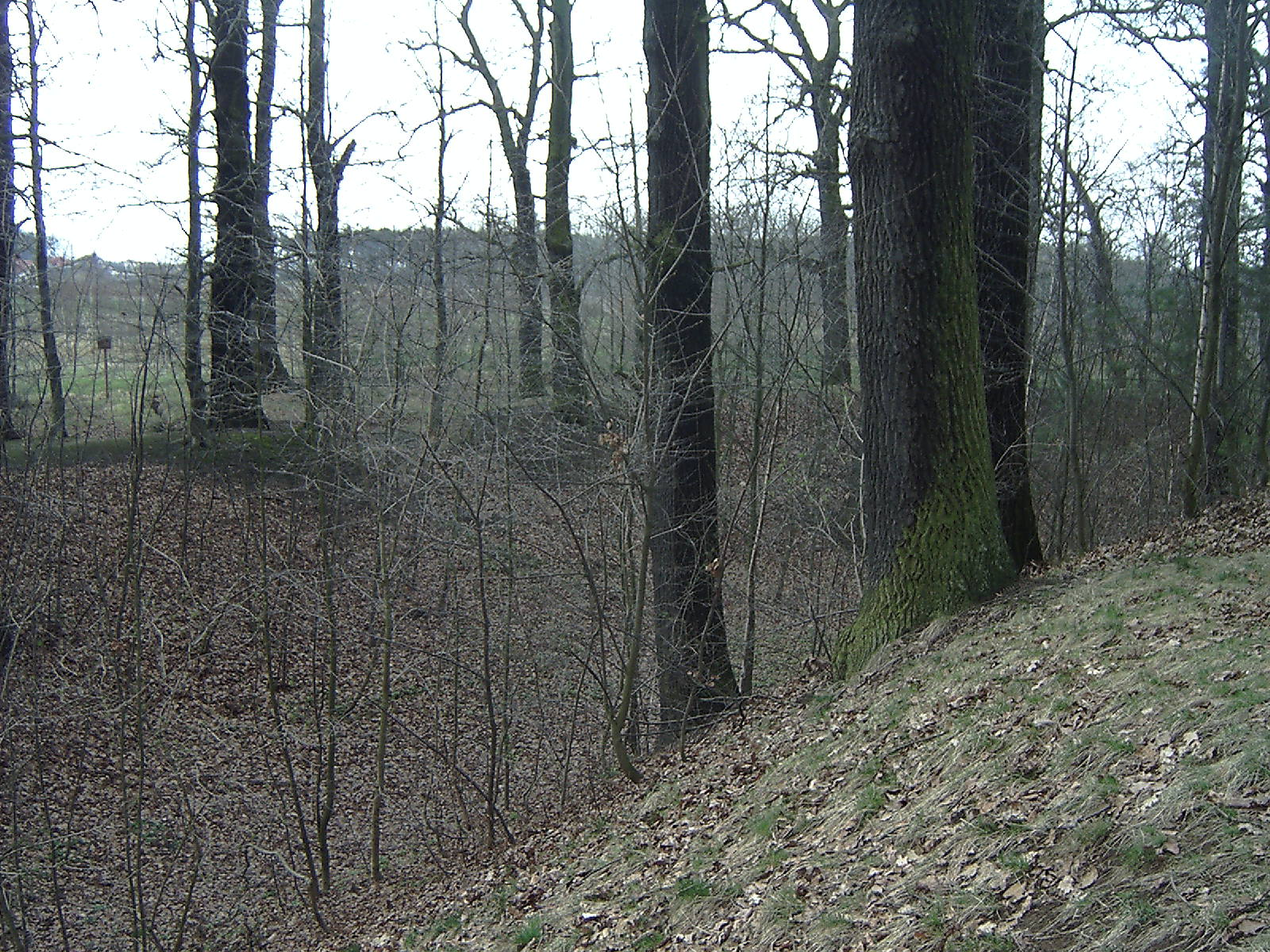
Ślady wałów i fosy
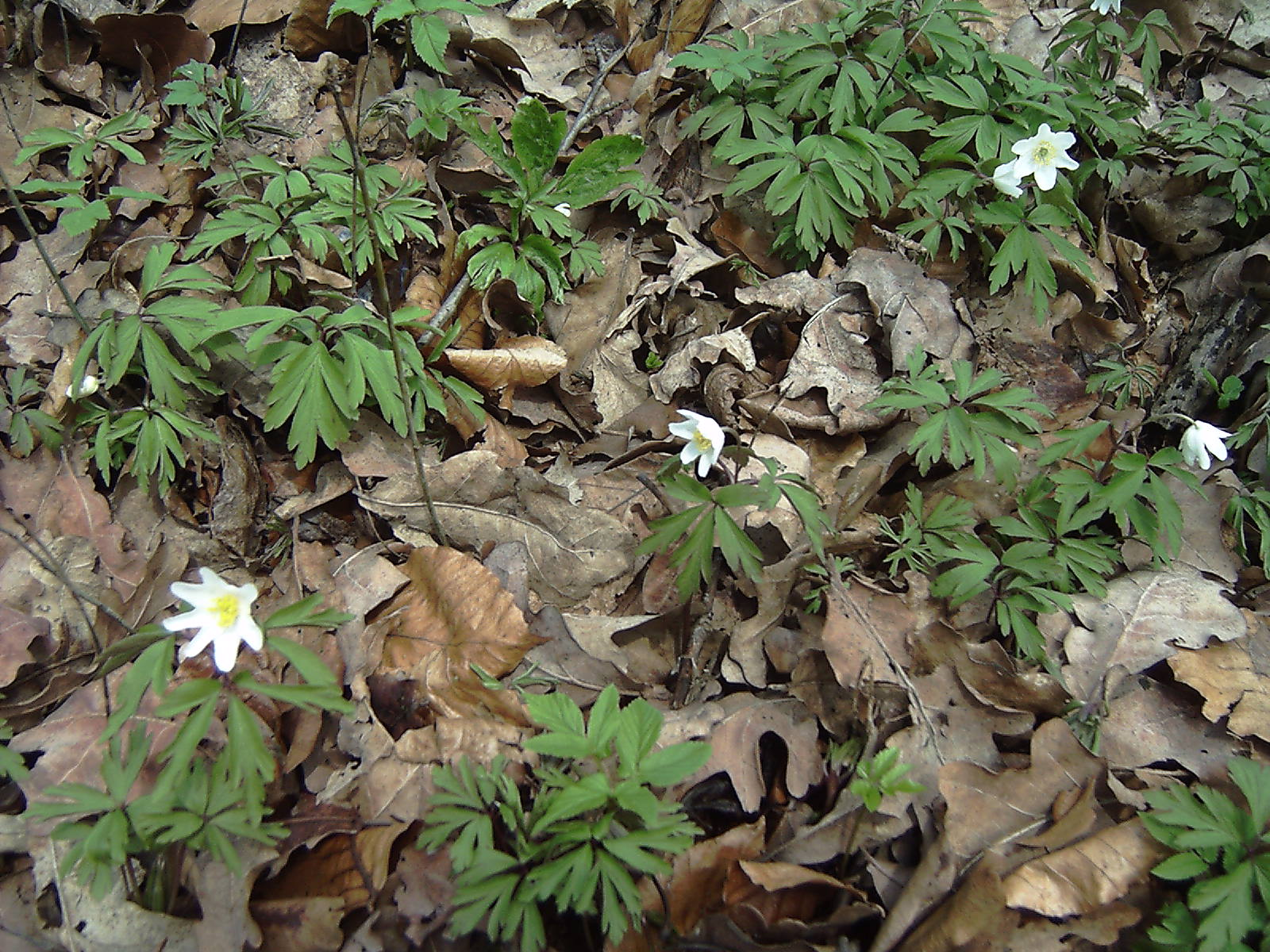
Stanowisko zawilca gajowego